# Tatiana Antoshina
Tatiana Antoshina, née le 27 juillet 1982 à Moscou, est une coureuse cycliste russe. Elle compte huit titres de championne de Russie (deux en ligne et six en contre-la-montre) et s'est classée deuxième du Tour des Flandres en 2011.

## Carrière
En juillet 2016, elle est annoncée positive à une hormone de croissance et est licenciée par son équipe Astana Women's. Elle est suspendue 4 ans, soit jusqu'au 3 avril 2020.

## Palmarès
- 2005
  - 3e du championnat de Russie du contre-la-montre
- 2006
  - 3e du championnat de Russie du contre-la-montre
- 2007
  -  Championne de Russie du contre-la-montre
- 2008
  - GP Jolenka
  - 2e du championnat de Russie du contre-la-montre
  - 4e du championnat du monde du contre-la-montre
- 2009
  -  Championne de Russie du contre-la-montre
  - 7e du championnat du monde du contre-la-montre
- 2010
  -  Championne de Russie du contre-la-montre
  -  Championne de Russie sur route
  - 2e du Tour de Toscane féminin-Mémorial Michela Fanini
- 2011
  - 10e de la Coupe du monde
  - Gracia Orlova
  - 4e étape du Tour féminin en Limousin
  - Trophée d'Or féminin
  - 2e du Tour des Flandres (Cdm)
  - 2e du Tour féminin en Limousin
  - 3e du championnat de Russie du contre-la-montre
  - 5e du Tour d'Italie
- 2012
  - 3e de l'Open de Suède Vårgårda Time Trial (contre-la-montre par équipes)
  - 3e du championnat de Russie du contre-la-montre
- 2013
  -  Championne de Russie du contre-la-montre
  - 2e étape du Tour féminin en Limousin (contre-la-montre)
  - Classement général du Tour de l'Ardèche
  - 2e du Tour du Languedoc-Roussillon
  - 2e du Tour féminin en Limousin
  - 2e du Tour de Toscane
  - 3e du Tour du Trentin
  - 8e du Grand Prix de Plouay (Cdm)
  - 9e du championnat du monde du contre-la-montre
  - 10e du championnat du monde sur route
- 2014
  -  Championne de Russie du contre-la-montre
  -  Championne de Russie sur route
- 2015
  -  Championne de Russie du contre-la-montre
  - Ljubljana-Domzale-Ljubljana (contre-la-montre)
  - Tour de Feminin - O cenu Ceskeho Svycarska :
    - Classement général
    - 3e étape

  - 2e étape du Tour de Bretagne
  - Chrono des Nations
  - 3e du Tour de Bretagne
- 2016
  -  Championne de Russie du contre-la-montre
- 2021
  - Grand Prix Develi
  - 2e du Grand Prix Erciyes
  - 2e du Grand Prix Kayseri
  - 3e du championnat de Russie du contre-la-montre
- 2022
  - 2e du championnat de Russie du contre-la-montre
- 2024
  - 3e du championnat de Russie du contre-la-montre